# Joseph Fürttenbach

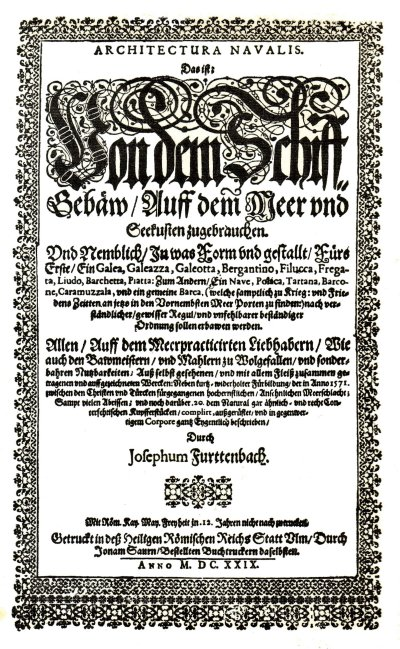
Frontespizio Furttenbach's 1629 Architectura Navalis

Joseph Furttenbach (Leutkirch im Allgäu, 30 dicembre 1591 – Ulma, 17 gennaio 1667) è stato un matematico e ingegnere tedesco.

## Biografia
Joseph Furttenbach "il vecchio" nacque a Leutkirch im Allgäu, Germania, il 30 dicembre 1591. Dal 1607/08 al 1620 fece un soggiorno in Italia presso dei suoi parenti. Scopo principale di questo soggiorno era l'apprendimento del mestiere di mercante. Inoltre, studiò ingegneria, architettura militare, pirotecnica e sviluppò un interesse per il teatro e la scenografia. Attraverso i suoi viaggi fece i conti dettagliati di edifici che lo interessavano e di feste, processioni e rappresentazioni teatrali. In tre dei suoi libri scrisse esposizioni su paesaggi e luci per il teatro. È secondo solo a Nicola Sabbatini come uno dei racconti più estesi di pratica di retroscena durante il Rinascimento.

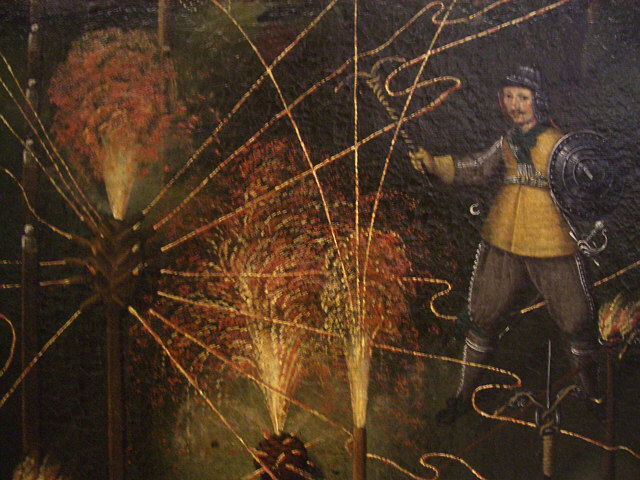
Particolare dal dipinto di J. Furttenbach Welches Herr Johann Kouhn, den 26. Augusti Anno 1644

Stando ad un suo racconto del 1626 visitò il Palazzo Ducale di Mantova e vide la mummia di Rinaldo Bonacolsi detto Passerino, a cavallo di un ippopotamo, che sarebbe stato mummificato ed esposto come talismano nelle sale del palazzo. La leggenda vuole che a disfarsi della mummia di Passerino fu l'ultima duchessa di Mantova Susanna Enrichetta di Lorena la quale, stanca dell'inquietante spoglia, fece gettare il corpo nelle acque del lago. Si avverò la profezia di una maga che previde la perdita del potere a chi si sarebbe sbarazzato della mummia: i Gonzaga caddero alcuni anni dopo, nel 1708.
Dopo la sua permanenza in Italia, si trasferì in Germania e si stabilì a Ulma. Lì ebbe una carriera di successo come architetto e ingegnere universale. Disegnò un sistema di acquedotto, incluso un ospedale, per una scuola, un teatro e per case. Finalmente fu nominato architetto della città di Ulm, scrisse molti libri e fece parte del consiglio comunale. Luterano fervente, Furttenbach fu nondimeno un mediatore culturale di spicco e contribuì sostanzialmente a far conoscere la cultura barocca italiana in Germania. Il suo gabinetto di curiosità era tra i più celebri del Sacro Romano Impero.